# Nicolas de Grèce (1872-1938)
Vous lisez un « article de qualité » labellisé en 2018.
Pour les articles homonymes, voir Nicolas de Grèce.
Nicolas de Grèce (en grec moderne : Νικόλαος της Ελλάδας / Nikólaos tis Elládas), prince de Grèce et de Danemark, est né au palais royal d'Athènes, en Grèce, le 22 janvier 1872 et mort dans cette même ville le 8 février 1938. Troisième fils du roi Georges Ier, c’est un membre de la famille royale de Grèce, un militaire et un mémorialiste. Artiste, il écrit plusieurs pièces de théâtre sous le pseudonyme de Márkos Marís (Μάρκος Μαρής) et se fait également connaître comme peintre sous le nom de Nicolas Leprince.
Issu d'une famille cosmopolite, le prince Nicolas grandit entre la Grèce, le Danemark, la Russie et l'Autriche. Comme ses frères, il suit une carrière militaire, qui l'amène au grade de colonel, mais se passionne également pour les arts, auxquels il s'initie très jeune. Très proche du futur Constantin Ier, il participe, sous son commandement, aux différents conflits qui opposent la Grèce à ses voisins au tournant du XIXe et du XXe siècle. Comme tous les membres de la famille royale, il est ainsi éclaboussé par le désastre de la guerre gréco-turque de 1897 avant d'être auréolé de gloire après les guerres balkaniques de 1912-1913.
Marié à la grande-duchesse Hélène Vladimirovna de Russie en 1902, le prince a trois filles, prénommées Olga, Élisabeth et Marina. Avec elles, il mène une vie relativement simple, ponctuée de voyages et de cérémonies officielles. Pendant la Première Guerre mondiale, le prince soutient la politique neutraliste de son frère et s'attire ainsi l'ire de l'Entente et de l'opposition vénizéliste. Après le renversement de Constantin Ier en 1917, Nicolas et sa famille sont ainsi conduits à l'exil et trouvent alors refuge en Suisse. Revenus en Grèce en 1920, le prince et ses proches sont à nouveau chassés du pays en 1922 par la Grande Catastrophe, autrement dit par la défaite militaire face à la Turquie de Mustafa Kemal.
Après un long séjour en Italie et au Royaume-Uni, Nicolas et sa famille s'établissent à Paris. Tandis que son épouse s'y consacre aux réfugiés russes blancs, le prince pratique la peinture et l'écriture et va même jusqu'à donner des cours de dessin. La chute de la Deuxième République hellénique en 1935 permet finalement à Nicolas et à sa femme de rentrer à Athènes, où ils rétablissent leur résidence principale, en dépit des critiques de l'opposition vénizéliste. Deux ans plus tard, le prince meurt d'athérosclérose et sa dépouille est enterrée à Tatoï.

## Famille

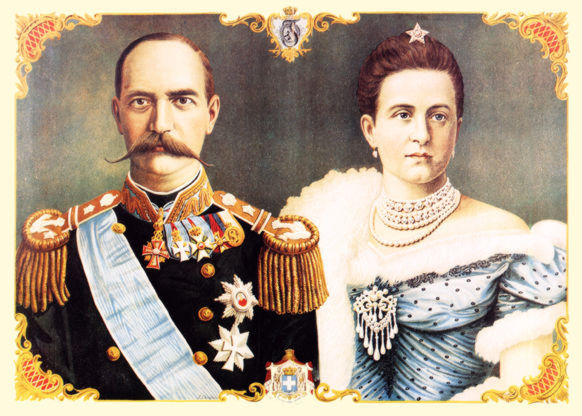
Le roi Georges Ier et la reine Olga, parents du prince Nicolas.

Le prince Nicolas est le troisième fils et le quatrième enfant du roi Georges Ier de Grèce (1845-1913) et de son épouse la grande-duchesse Olga Constantinovna de Russie (1851-1926). Par son père, il est le petit-fils du roi Christian IX de Danemark (1818-1906), surnommé le « beau-père de l'Europe », tandis que, par sa mère, il est l’arrière-petit-fils du tsar Nicolas Ier de Russie (1796-1855).
Le 29 août 1902, le prince Nicolas épouse, à Tsarskoïe Selo, en Russie, la grande-duchesse Hélène Vladimirovna de Russie (1882-1957), elle-même fille du grand-duc Vladimir Alexandrovitch de Russie (1847-1909) et de son épouse la princesse Marie de Mecklembourg-Schwerin (1854-1920), également connue sous le nom de Maria-Pavlovna de Russie.
Par son père, la grande-duchesse Hélène est la petite-fille du tsar Alexandre II de Russie (1818-1881) tandis que, par sa mère, elle descend du grand-duc Frédéric-François II de Mecklembourg-Schwerin (1823-1883). Elle est également la sœur du grand-duc Cyrille Vladimirovitch (1876-1938), prétendant au trône de Russie après l'assassinat de la famille impériale en 1918.
De l'union de Nicolas de Grèce et d'Hélène Vladimirovna de Russie naissent trois filles :
- Olga de Grèce (1903-1997), princesse de Grèce et de Danemark, qui épouse en octobre 1923 le prince Paul de Yougoslavie (1893-1976), régent de Yougoslavie ;
- Élisabeth de Grèce (1904-1955), princesse de Grèce et de Danemark, qui épouse en janvier 1934 le comte Charles-Théodore de Toerring-Jettenbach (1900-1967) ;
- Marina de Grèce (1906-1968), princesse de Grèce et de Danemark, qui épouse en novembre 1934 le prince George du Royaume-Uni (1902-1942), duc de Kent.

## Biographie

### Une jeunesse en Grèce

#### Enfance et éducation

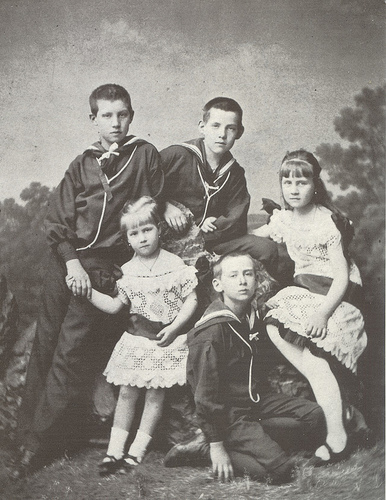
Les enfants du roi Georges Ier en 1880. De gauche à droite, apparaissent le diadoque Constantin, la princesse Marie, le prince Georges, le prince Nicolas et la princesse Alexandra.

Troisième fils du roi Georges Ier de Grèce et de son épouse la reine Olga Constantinovna de Russie, le prince Nicolas voit le jour le 22 janvier 1872 au palais royal d'Athènes,. Ainsi qu'il a été prévu par la constitution de 1864, l'enfant est élevé dans la religion orthodoxe grecque, qui n'est pas celle de son père, demeuré luthérien. La première langue du petit garçon est l'anglais, qu'il parle avec ses parents et sa fratrie. Cependant, son père insiste pour qu'il utilise le grec dans ses études. Nicolas continue d'ailleurs à utiliser cette langue jusqu'à sa mort. Il apprend en outre le français, l'allemand et le danois,.
Comme ses frères et sœurs, Nicolas reçoit une éducation rigide, supervisée par trois tuteurs étrangers : un Prussien (le Dr. Lüders), un Français (M. Brissot) et un Anglais (Mr Dixon),. La journée de l'enfant commence à six heures par un bain froid. Après un premier petit déjeuner, il suit des cours de sept à neuf heures trente puis prend un second petit-déjeuner avec ses parents. Les leçons reprennent ensuite de dix heures à midi et sont suivies d'exercices physiques dans les jardins du palais. Après un déjeuner en famille, d'autres cours s'égrainent de quatorze heures à seize heures. Puis, Nicolas suit des exercices d'équitation et de gymnastique. Après une séance d'études et un dîner, il se couche à dix neuf heures trente. Le prince suit ce rythme jusqu'à l'âge de quatorze ans, âge auquel il est finalement autorisé à dîner avec ses aînés avant d'aller se coucher à vingt-deux heures précises,.
Après le départ de ses frères Georges et Constantin à l'étranger, en 1883-1884, Nicolas est confié aux soins d'un précepteur suisse romand du nom de Constant Guignard. Ce dernier lui transmet alors l'amour de la langue, de la littérature et de l'histoire françaises,. Passionné par le dessin et la peinture, l'enfant adore également le théâtre et l'opéra. Comme tous les membres de sa famille, il pratique par ailleurs l'archéologie, à laquelle il est initié très tôt par Heinrich Schliemann. Parallèlement à ses cours particuliers, Nicolas reçoit, à partir de ses treize ans, une formation militaire donnée au collège des Évelpides du Pirée. En 1890, il obtient ainsi le grade de sous-lieutenant dans l'infanterie.
Durant son enfance, Nicolas effectue de nombreux voyages en Grèce et à l'étranger. Chaque année, il passe ainsi l'hiver à Athènes, le printemps en Égée ou en Ionienne (à bord du yacht royal Amphitrite) et l'été à Tatoï. Il effectue par ailleurs différents séjours au Danemark (chez son grand-père Christian IX), en Russie (chez son grand-père Constantin Nikolaïevitch) ou en Autriche (chez son oncle Ernest-Auguste de Hanovre).

#### Un rôle social limité

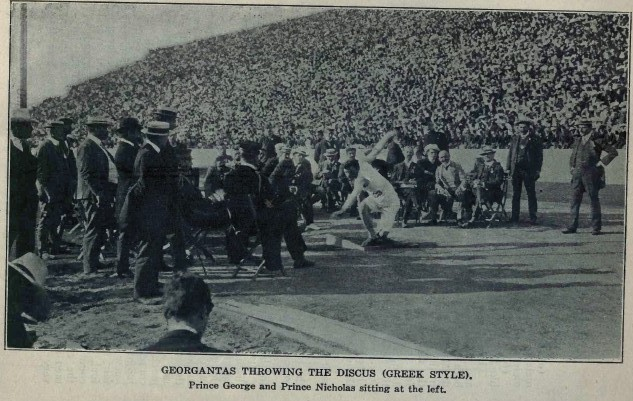
Les princes Georges et Nicolas (assis à gauche) arbitrant une épreuve lors des Jeux olympiques de 1906.

En tant que troisième fils du souverain, Nicolas n'a qu'un rôle de représentation limité. En 1894, il participe aux cérémonies du couronnement de son cousin, le tsar Nicolas II de Russie. L'année suivante, il se rend à Paris pour y assister à des manœuvres militaires. En 1896, il part à Londres à l'occasion des noces de la princesse Maud du Royaume-Uni avec le futur Haakon VII de Norvège. Trois ans plus tard, il va à Cetinje pour y représenter son père lors du mariage du prince héritier Danilo de Monténégro avec la princesse Jutta de Mecklembourg-Strelitz. Enfin, en 1902, il se rend en Espagne dans le cadre des festivités qui entourent la proclamation de la majorité du jeune Alphonse XIII avant de gagner l'Angleterre pour assister au couronnement d'Édouard VII.
En 1896, Nicolas et ses deux frères aînés, le diadoque Constantin et le prince Georges, sont mandatés par leur gouvernement pour organiser les premiers Jeux olympiques modernes. Tandis que Constantin préside le Comité olympique hellénique, Nicolas s'occupe de mettre en place les épreuves de tir et Georges dirige les épreuves de sports nautiques. Célébrés à Athènes, ces Jeux sont une réussite pour la Grèce et ils contribuent à renforcer la cohésion nationale. Ainsi, quand le berger Spyrídon Loúis remporte l'épreuve de marathon, la joie des Grecs est si forte que Nicolas et ses frères quittent précipitamment les tribunes pour parcourir les derniers mètres de piste à ses côtés. Quelques années plus tard, les trois princes grecs mettent également en scène les Jeux olympiques de 1906.
En 1905, la Norvège se sépare de la Suède et les autorités du nouveau pays cherchent un candidat, parmi les descendants du roi Christian IX de Danemark, qui accepterait de devenir leur souverain. Le nom de Nicolas est alors évoqué mais l'orthodoxie du prince et ses liens familiaux avec la Russie jouent en sa défaveur. Finalement, c'est l'un de ses cousins, le prince Charles de Danemark qui monte sur le trône sous le nom d'Haakon VII.

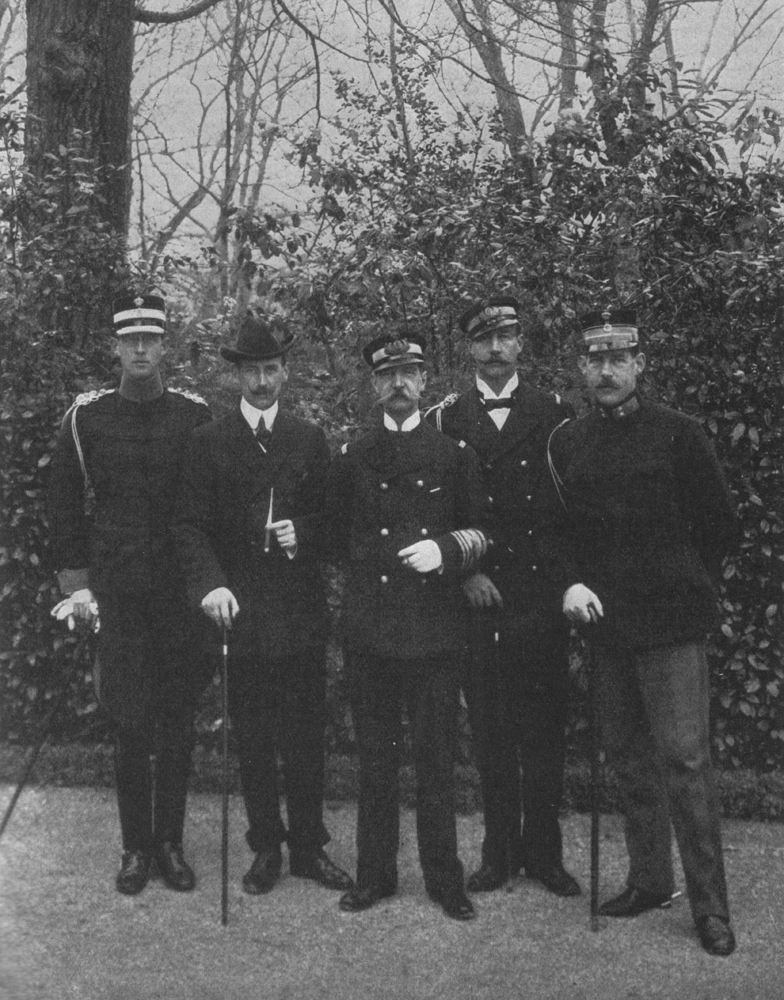
Le roi Georges Ier (au milieu) entouré de ses fils André et Nicolas (à gauche) et Georges et Constantin (à droite) vers 1910.

#### La guerre gréco-turque et ses conséquences
En avril 1897, la Grèce et l'Empire ottoman entrent en guerre à propos de la possession de la Crète. Sous le commandement du diadoque Constantin, le prince Nicolas prend alors la tête d'une batterie d'artillerie tandis que le prince Georges combat dans la marine,. Or, le conflit aboutit à une terrible défaite dont la responsabilité rejaillit pour longtemps sur la famille royale de Grèce,,. Dans les années qui suivent, la presse hellène s'en prend ainsi régulièrement aux fils de Georges Ier, qui sont accusés de ruiner inutilement le pays.
Surtout, en 1909, un coup d'État organisé par la « Ligue militaire » oblige les princes à démissionner de l'Armée pour les punir de leur échec passé,. Nicolas renonce alors à ses fonctions de colonel et d'inspecteur de l'Artillerie pour éviter à son père la honte de le démettre. Il rejoint ensuite, pour quelque temps, l'armée impériale russe. Malgré tout, en 1911-1912, les princes sont rétablis dans leurs grades et fonctions par le Premier ministre Elefthérios Venizélos, qui souhaite ainsi montrer qu'il n'est pas inféodé aux militaires,,.

### Du mariage avec Hélène aux guerres balkaniques

#### Mariage et vie privée
Longtemps célibataire, Nicolas s'éprend de sa cousine, la princesse Maud du Royaume-Uni, mais cette idylle est sans lendemain,,. Quelques années plus tard, le prince tombe amoureux de la grande-duchesse Hélène Vladimirovna de Russie, de dix ans sa cadette. Cependant, les parents de la jeune fille jugent le prince indigne d'elle, du fait de son manque de fortune et de sa position éloignée dans l'ordre de succession au trône de Grèce. La mère d'Hélène, en particulier, voudrait marier sa fille unique à un futur monarque. Cependant, les années passant et les héritiers européens ne se bousculant pas pour épouser la grande-duchesse, ses parents finissent par abaisser leurs exigences. En 1902, les deux jeunes gens peuvent ainsi annoncer leurs fiançailles.

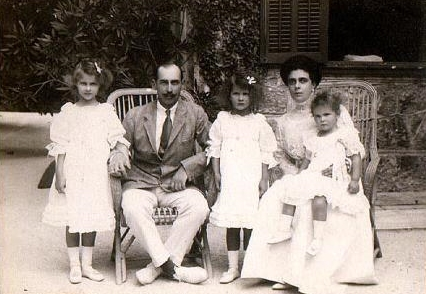
Le prince Nicolas, son épouse Hélène et leurs trois filles (v. 1910).

Le couple s'unit à Tsarskoïe Selo le 16 août 1902 julien (29 août 1902 grégorien), puis passe sa lune de miel à Ropcha. Il gagne ensuite la Grèce à bord de l'Amphitrite et s'installe dans une aile du palais royal, en attendant l'aménagement de sa propre demeure. Finalement, en 1905, le prince et son épouse s'établissent au Palais Nicolas, cadeau de mariage du tsar Nicolas II à sa cousine. Très moderne pour son époque, la résidence est notamment dotée de l'eau courante, froide et chaude,.
À Athènes, le prince et son épouse mènent une existence relativement simple, au côté du reste de la famille royale. La Cour grecque n'étant pas très brillante et la grande-duchesse Hélène nourrissant un certain mépris pour ses belles-sœurs Alice de Battenberg et Marie Bonaparte, toutes deux issues de familles non-dynastes,, le couple fréquente principalement le diadoque Constantin et sa femme, la princesse Sophie de Prusse. Ainsi, durant le règne de Constantin Ier, les souverains dînent chaque mardi chez le prince et la princesse Nicolas et, le jeudi, c’est au tour de ces derniers d'être les invités du couple royal. Une fois par an, Nicolas et sa femme séjournent par ailleurs en Russie, où ils retrouvent leur nombreuse parentèle Romanov.
Au fil des années, Nicolas et Hélène donnent le jour à trois filles, les princesses Olga (née en 1903), Élisabeth (née en 1904) et Marina (née en 1906). Celles-ci reçoivent une éducation relativement simple, confiée aux soins d'une gouvernante britannique du nom de Miss Fox,. Avec ses filles, Nicolas se comporte en père attentif et aimant. Il se montre particulièrement proche de sa benjamine, dont la naissance a failli coûter la vie à la grande-duchesse Hélène.

#### Les guerres balkaniques

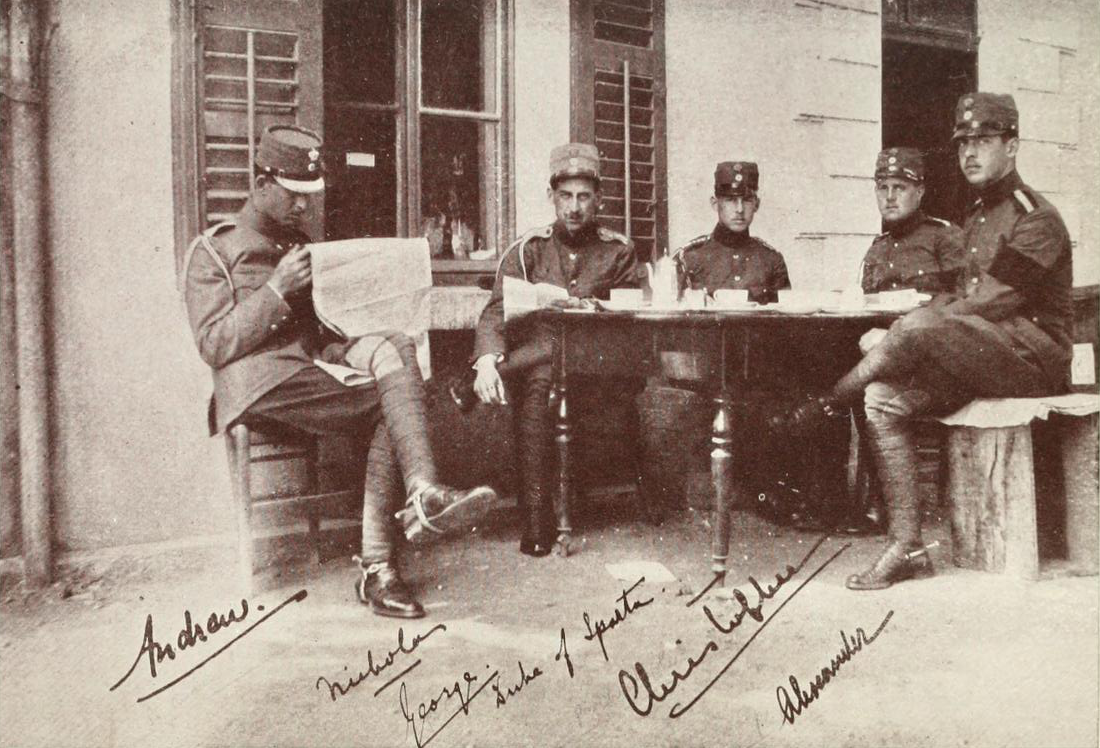
Les princes de Grèce pendant la Deuxième guerre balkanique. De gauche à droite apparaissent les princes André, Nicolas, Georges, Christophe et Alexandre.

En octobre 1912, les petits royaumes balkaniques (Grèce, Serbie, Monténégro et Bulgarie) déclarent la guerre à l'Empire ottoman. Comme en 1897, Nicolas reprend sa place dans l'armée tandis que son épouse dirige un hôpital de campagne. Le prince participe ainsi à la conquête de la Macédoine et il est nommé gouverneur de Thessalonique peu après l'entrée du roi Georges Ier dans la cité,,. La ville étant une pomme de discorde entre Hellènes et Bulgares, Nicolas y organise, le 10 mars 1913, des pourparlers avec le prince héritier Alexandre de Serbie dans le but de consolider l'alliance avec Belgrade,.
Quelques jours plus tard, le 18 mars, Georges Ier est assassiné lors d'une promenade près de la Tour blanche de Thessalonique. Informé de l'événement, Nicolas se rend immédiatement sur les lieux du crime. Après s'être recueilli sur la dépouille de son père, il informe sa parentèle de l'attentat, avant de prendre la mer pour raccompagner le corps du roi à Athènes. Conscient que le meurtre pourrait envenimer les relations entre Grecs et Bulgares et déboucher sur des violences interethniques à Thessalonique, le prince fait par ailleurs savoir que l'assassin, Alexandros Schinas, n'a pas agi pour des raisons politiques et qu'il appartient à la communauté hellène. 
Malgré ces précautions, la tension entre Sofia et ses anciens alliés ne cesse de croître en Macédoine. Dans ce contexte difficile, Nicolas reçoit le prince héritier de Serbie à Thessalonique, ce qui aboutit bientôt à un rapprochement de la Grèce et de la Serbie. Les royaumes balkaniques ne parvenant pas à arriver un compromis sur le partage des territoires conquis, un second conflit éclate finalement le 29 juin 1913,. Cependant, cette guerre est de courte durée et permet à la Grèce de consolider ses conquêtes en Macédoine et en Égée,,.

#### Un prince artiste
En 1911, Nicolas est nommé par le gouvernement d'Elefthérios Venizélos président de la Pinacothèque nationale, qui dépend alors de l'École des Beaux-Arts, au sein de l'Université polytechnique nationale d'Athènes.
Après la mort de Georges Ier, le prince hérite du théâtre royal de Grèce, fondé par le souverain en 1880. Nicolas met à profit cet héritage pour écrire et diriger plusieurs pièces, qui sont jouées dans le théâtre. Certaines de ces œuvres sont ensuite publiées sous le nom de plume de Markos Maris (Μάρκος Μαρής). Dans son théâtre, le prince organise également de nombreux tableaux vivants, dans lesquels il met régulièrement en scène ses filles ou d'autres membres de sa parentèle.
Avec sa belle-sœur, la reine Sophie, Nicolas s'investit aussi dans le reboisement de la Grèce.

### La Première Guerre mondiale et ses conséquences

#### La Grèce face à la Grande Guerre

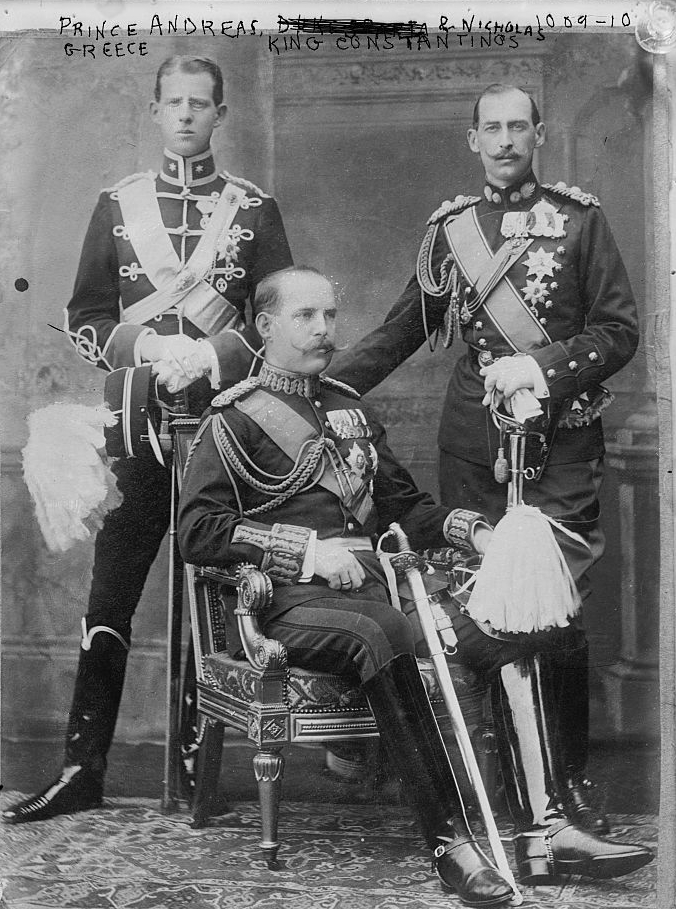
Les princes André et Nicolas autour du roi Constantin Ier.

Le déclenchement de la Première Guerre mondiale surprend Nicolas et sa famille pendant leur séjour annuel chez la mère d'Hélène, en Russie,. Le petit groupe rentre donc précipitamment à Athènes, via la Roumanie, où Nicolas s'entretient avec le prince héritier Ferdinand et son épouse Marie de Saxe-Cobourg-Gotha,.
Pendant la Grande guerre, Nicolas soutient le roi Constantin Ier dans sa politique de neutralité, ce qui lui vaut bientôt d'être regardé par les Alliés et les vénizélistes comme le mauvais génie de la monarchie hellène. En février 1916, le prince proteste ainsi vigoureusement contre l'occupation de Corfou par les forces françaises et publie une lettre de protestation dans le journal Le Temps. Durant l'hiver 1916-1917, Nicolas est toutefois missionné par son frère pour plaider la cause de la Grèce auprès du gouvernement russe tandis que le prince André est envoyé dans le même but à Paris et Londres,,.
Lorsque, le 10 juin 1917, l'Entente oblige finalement son frère et son neveu, le diadoque Georges, à renoncer au trône en faveur du prince Alexandre, Nicolas est le premier membre de la dynastie à être mis au courant. Très affecté par la nouvelle, le prince accompagne son frère et la famille de celui-ci jusqu'à leur départ en exil. Quand une foule bouleversée s'amoncelle autour du palais royal d'Athènes pour empêcher le souverain de quitter le pays, Nicolas tente sans succès de dialoguer avec les manifestants et manque alors d'être blessé. Finalement, le souverain et ses proches s'enfuient en secret pendant la nuit et Nicolas assiste au départ du couple royal et de ses enfants quelques jours après.
De retour dans la capitale, Nicolas et les autres membres de la famille royale comprennent rapidement que prendre leurs distances avec le jeune Alexandre Ier est préférable pour eux. Un émissaire français ne tarde d'ailleurs pas à les informer qu'il serait dans leur intérêt de déménager quelque temps à Spetsès, où la famille a ses habitudes. Cependant, l'île étant située non loin du quartier général des forces grecques loyalistes, Nicolas comprend qu'en ce lieu, il pourrait facilement être rendu responsable du moindre soulèvement militaire. Dans ces conditions, le prince et sa parentèle prennent la décision de rejoindre Constantin Ier dans son exil. Ils quittent donc la Grèce le 4 juillet 1917.

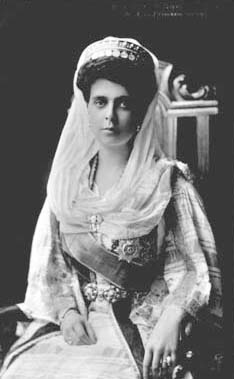
La grande-duchesse Hélène Vladimirovna, épouse de Nicolas.

#### L'exil suisse
Installés en Suisse, Nicolas et ses proches partagent leur existence entre Saint-Moritz (où ils passent l'hiver) et Zurich et Lucerne (où se déroule le reste de l'année). Ils y subissent la surveillance et les petites mesquineries des Alliés mais connaissent surtout, pour la première fois, des préoccupations financières. En effet, la révolution bolchevique prive la grande-duchesse Hélène de sa dot, qui constituait jusque-là l'essentiel des revenus du couple princier. Afin de réunir quelques fonds, Nicolas prend donc la décision d'exposer et de mettre en vente, à Montreux, les tableaux qu'il peint et signe du nom de « Nicolas Leprince ».
En dépit de ces difficultés, la vie de Nicolas et de ses proches est aussi ponctuée de quelques joies. En 1919, le prince a ainsi le soulagement de retrouver sa mère, la reine Olga Constantinovna, retenue jusque-là en Russie par la révolution,,. En janvier 1920, les exilés ont la satisfaction d'assister au mariage du prince Christophe de Grèce, plus jeune frère de Nicolas, avec la richissime roturière américaine May « Nancy » Stewart, dont la rumeur veut qu'elle finance activement les partisans du retour de la famille royale à Athènes. Un mois plus tard, c'est au tour de la belle-mère de Nicolas, la grande-duchesse Maria Pavlovna de Russie, de parvenir à rejoindre la Suisse,. Cependant, les retrouvailles familiales sont de courte durée car la grande-duchesse s'éteint en septembre suivant à Contrexéville, non sans avoir légué à sa fille quelques bijoux de grande valeur,,.

#### Un bref retour en Grèce
Le 2 octobre 1920, le roi Alexandre Ier est mordu par un singe domestique lors d'une promenade à Tatoï. Sa plaie ayant été mal cautérisée, il développe une grave septicémie, qui l'emporte le 25 octobre suivant,. Dans le pays, la disparition du souverain provoque une crise politique aiguë, dans un contexte déjà compliqué par l'éclatement d'une nouvelle guerre contre la Turquie en mai 1919. Le Premier ministre Elefthérios Venizélos et ses partisans s'opposent vigoureusement au retour de Constantin Ier. Ils essaient sans succès de trouver un autre membre de la dynastie pour le remplacer. Dans ces conditions, les élections législatives de novembre 1920 donnent lieu à un raz-de-marée monarchiste et Venizélos doit renoncer au pouvoir. Un référendum rappelle ensuite le souverain déchu sur le trône et la famille royale rentre en Grèce le 19 décembre suivant,,.

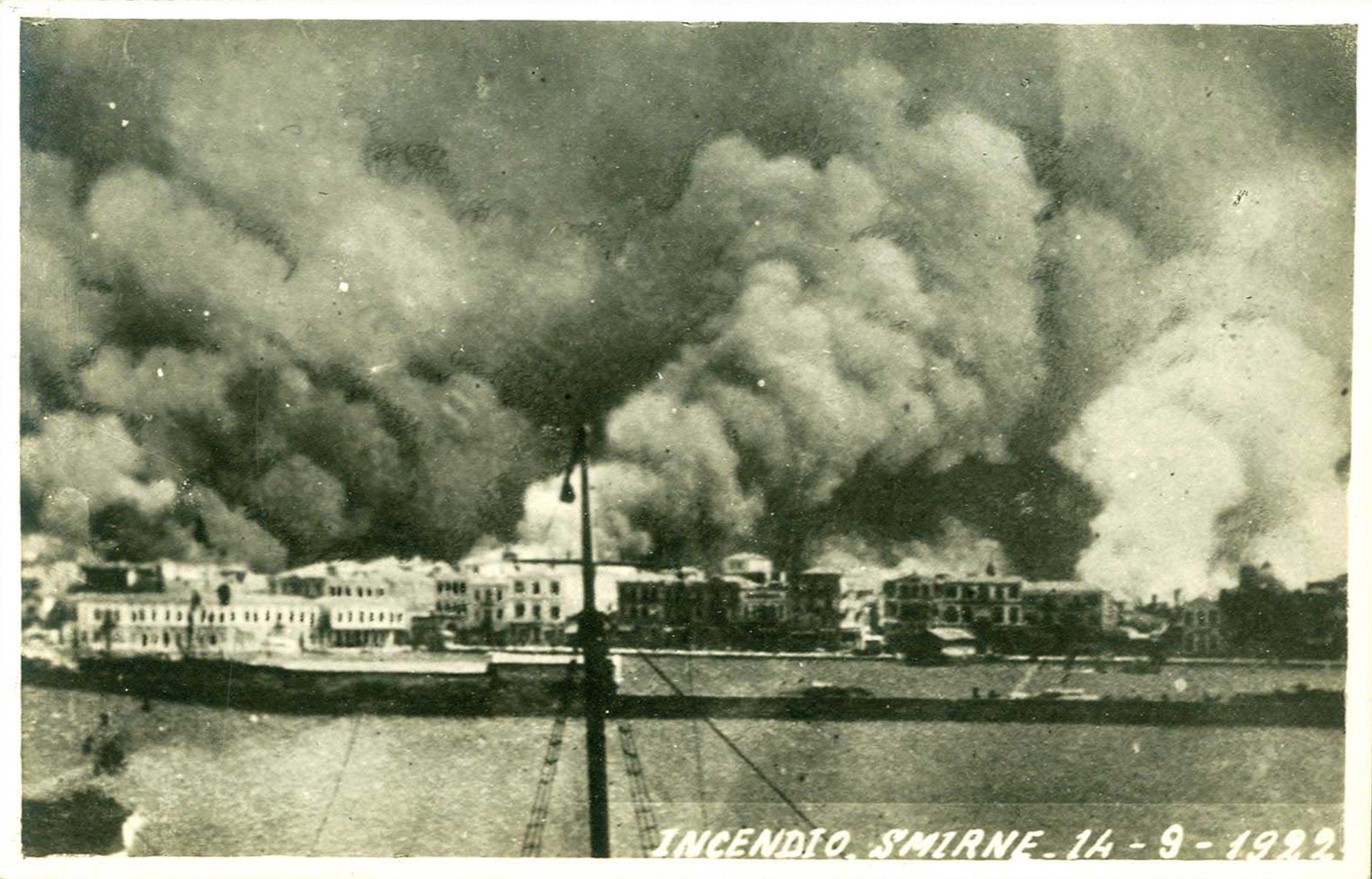
L'incendie de Smyrne, en 1922.

La guerre s'éternisant en Anatolie, Nicolas reprend sa place dans l'armée et intègre l'état-major de son aîné. Avec lui, il se rend notamment à Smyrne, ville sous mandat grec depuis 1919, tandis que son frère cadet André prend la tête d'un régiment lors de la bataille de la Sakarya,. Pendant ce temps, Hélène Vladimirovna passe plusieurs mois à Cannes, dans le Midi de la France, avec ses filles Olga et Élisabeth. Au printemps 1922, les trois femmes y rencontrent le prince héritier Frédéric de Danemark, qui ne tarde pas à demander la main d'Olga. Le jeune homme se rend ensuite à Athènes pour y rencontrer Nicolas et officialiser les fiançailles. Cependant, l'idylle fait long feu et le projet de mariage est finalement abandonné, après avoir été pourtant annoncé publiquement,,.
Pendant ce temps, le conflit avec la Turquie se poursuit. En août 1922, l'armée grecque est vaincue par les troupes de Mustafa Kemal à la bataille de Dumlupinar. Le mois suivant, les Turcs reprennent Smyrne, qui est alors incendiée et vidée de sa population chrétienne. En Grèce, la défaite est vécue comme une terrible catastrophe nationale, qui empêche la réalisation de la « Grande Idée », c'est-à-dire la réunion de toutes les populations grecques dans un même État, situé de part et d'autre de la mer Égée. Dans ce contexte difficile, une partie de l'armée se soulève le 11 septembre 1922, ce qui conduit Constantin Ier à abdiquer en faveur de son fils aîné le 27 septembre suivant. Finalement, le souverain déchu repart en exil le 30 octobre, suivi de Nicolas et de sa famille,,, opposés à la renonciation.

### De l'exil à la restauration de la monarchie

#### Un prince en exil

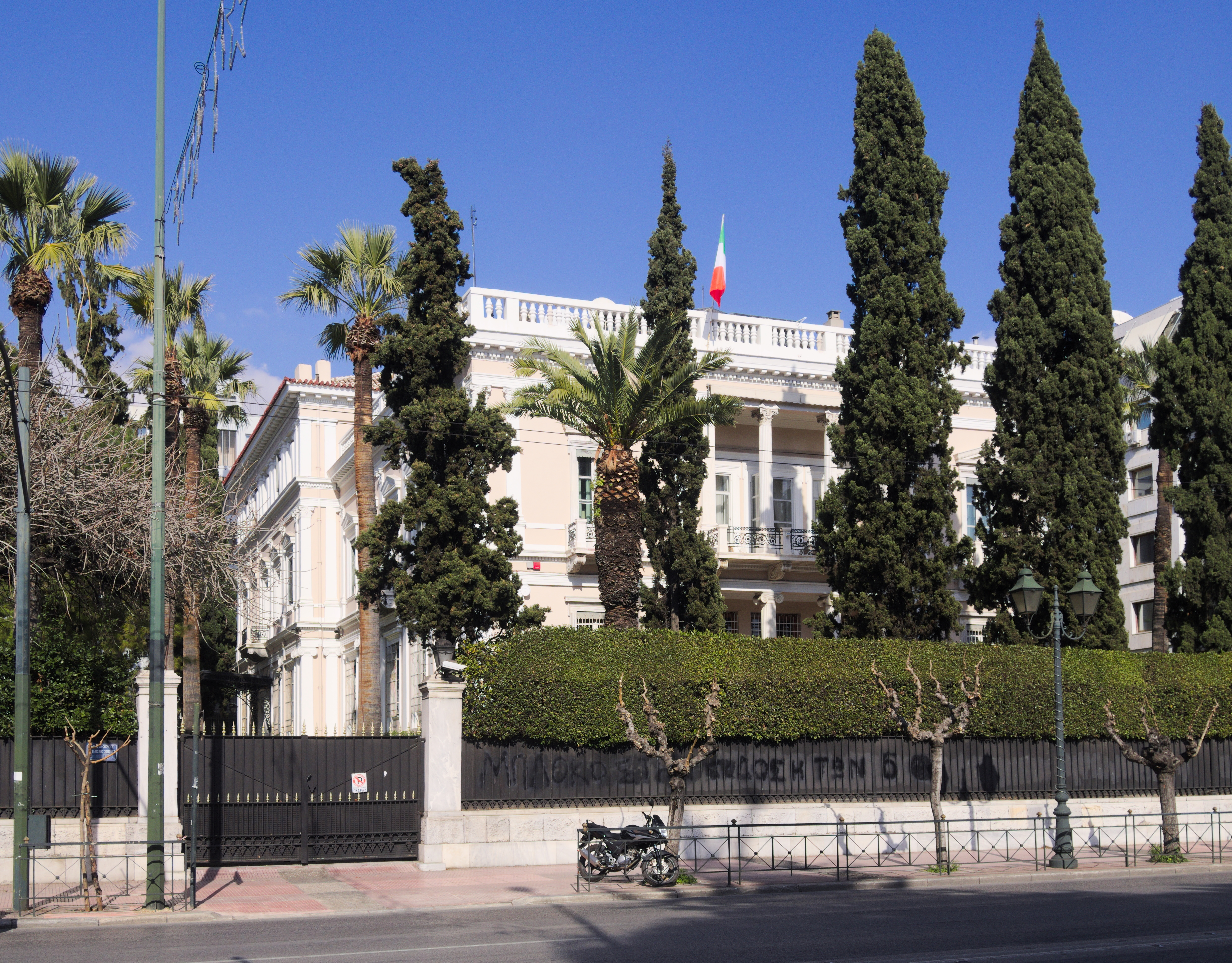
L'ancien Palais Nicolas, à Athènes.

Alors qu'en Grèce le gouvernement révolutionnaire organise un procès contre le prince André, accusé d'être responsable du désastre de la Sakarya, le reste de la famille royale trouve refuge à Palerme, en Sicile,. Une fois en sécurité, Nicolas et ses proches se mobilisent pour sauver André, qui est finalement exfiltré de Grèce par un navire britannique le 3 décembre 1922. Après la mort de Constantin Ier en janvier 1923, Nicolas, son épouse et leurs filles séjournent à San Remo,, à Florence et à Londres, avant de s'installer à Paris. En France, ils reçoivent la protection du prince Georges et de sa richissime épouse, Marie Bonaparte.
Après la proclamation de la Deuxième République hellénique en mars-avril 1924, Nicolas décide de mettre en location sa résidence athénienne, transformée en annexe de l'Hôtel Grande-Bretagne, ce qui lui assure un revenu assez confortable,. Le prince installe par ailleurs une petite étude dans son logement parisien et y donne des cours de dessin et de peinture à quelques riches élèves. Il vend aussi ses tableaux et publie deux livres de souvenirs, en 1926 et 1928,,. Pendant ce temps, la grande-duchesse Hélène Vladimirovna se consacre à ses filles et aux nombreux réfugiés russes blancs établis en France après la révolution bolchevique,.
En octobre 1923, le prince et son épouse marient leur fille Olga avec le prince Paul de Yougoslavie, neveu du roi Pierre Ier,. En janvier 1934, c'est au tour de la princesse Élisabeth de s'unir au comte Charles-Théodore de Toerring-Jettenbach, neveu de la reine Élisabeth de Belgique. Enfin, en novembre 1934, la princesse Marina épouse le duc de Kent, quatrième fils du roi George V du Royaume-Uni,. Pour brillantes que soient ces unions, aucune ne permet aux enfants de Nicolas de ceindre une couronne, au grand dam de la grande-duchesse Hélène.

#### Une fin de vie en Grèce

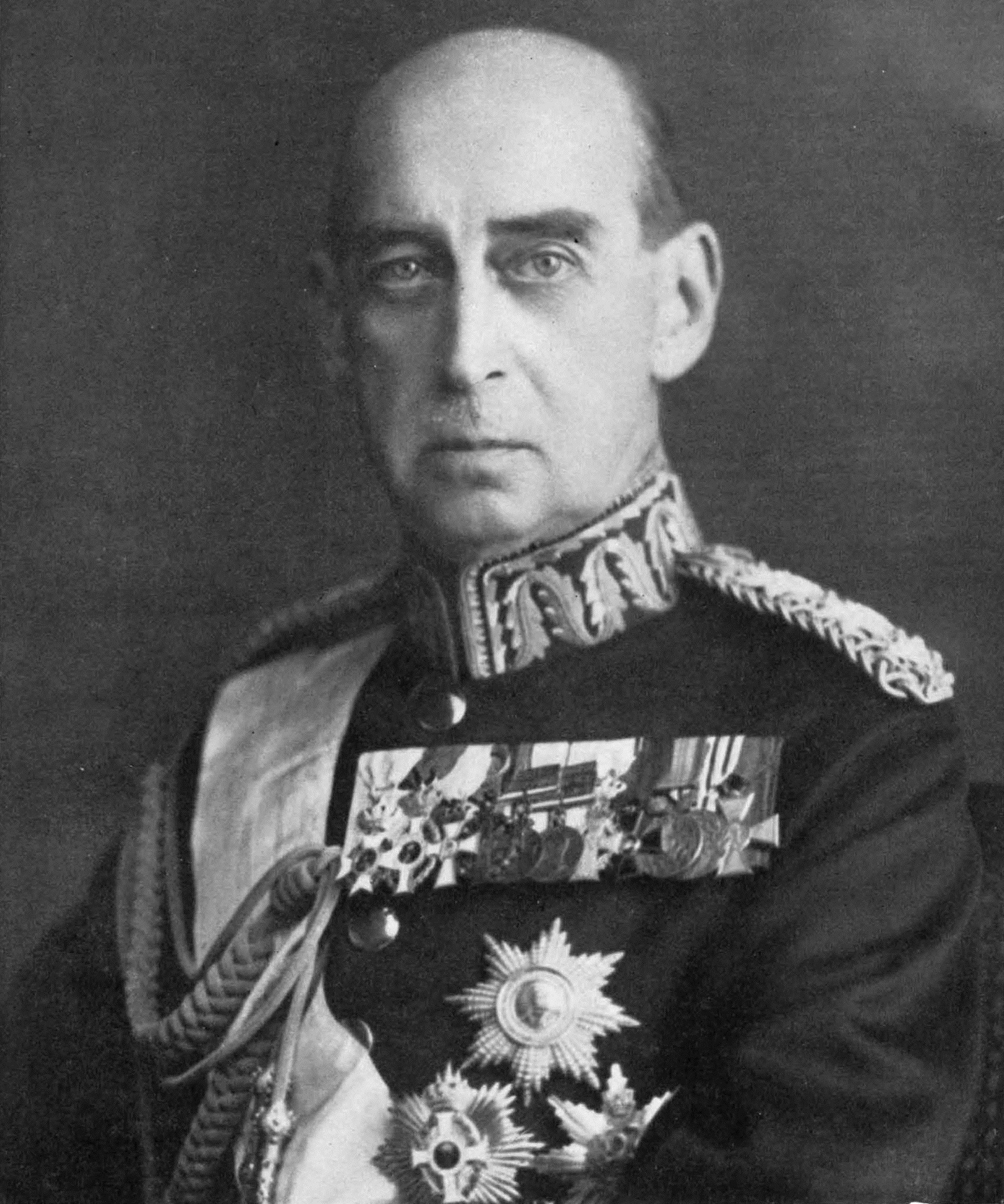
Le prince Nicolas, vers 1935.

Entre 1924 (année où la Deuxième République hellénique est proclamée) et 1935 (date à laquelle cette dernière est abolie), la Grèce connaît une forte instabilité politique et financière. En un peu plus de dix ans, vingt-trois gouvernements, une dictature et treize coups d'État se succèdent. En moyenne, chaque cabinet reste en place durant six mois tandis qu'une tentative de putsch est organisée toutes les quarante-deux semaines. Incapables de rétablir l'ordre et discrédités par leur implication dans les différents coups de force, les républicains perdent progressivement du terrain face aux royalistes. Et si la plupart des nostalgiques de la monarchie s'accordent sur le principe d'une restauration du roi Georges II, d'autres appellent de leurs vœux l'investiture du duc de Kent, gendre de Nicolas,,.
Dans ce contexte de forte instabilité, le général Georgios Kondylis renverse la république le 10 octobre 1935 et organise, peu après, un plébiscite en faveur du retour de Georges II. Accueillis par une foule en liesse, le souverain et son héritier rentrent donc en Grèce le 25 novembre,,. Ils sont suivis, l'année suivante, par Nicolas et son épouse, qui reprennent leurs quartiers à Athènes,. Or, le retour du couple soulève le mécontentement de l'opposition vénizéliste, qui continue à reprocher à Nicolas, et à son frère André, leur rôle pendant la Première Guerre mondiale et la Guerre gréco-turque.
Parallèlement, la santé du prince décline. En janvier 1938, il assiste au mariage du diadoque Paul avec la princesse Frederika de Hanovre, mais il apparaît alors terriblement affaibli. Atteint d'athérosclérose, Nicolas meurt finalement dans une suite de l'Hôtel Grande-Bretagne, le 8 février 1938. Entouré d'Hélène et d'Olga, il meurt en disant : « Je suis heureux de mourir dans mon cher pays »,,. Quatre jours plus tard, des funérailles nationales sont organisées dans la capitale grecque. Puis, la dépouille du prince est transférée dans les jardins du palais de Tatoï, où elle repose depuis lors,.

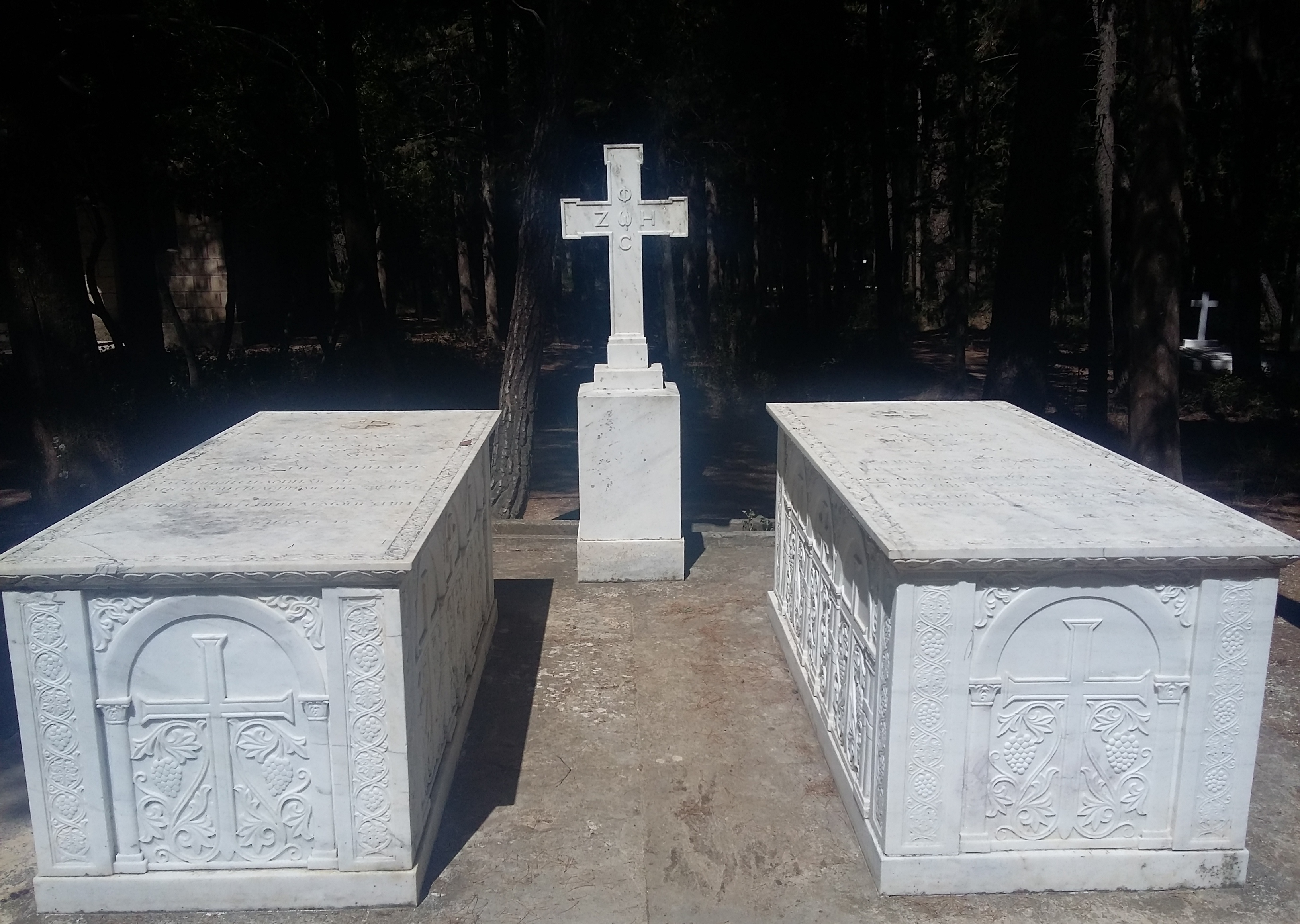
Les tombes de Nicolas et d'Hélène, à Tatoï.

## Dans la culture populaire
Le rôle du prince Nicolas est interprété par l'acteur grec Giannis Zavradinos dans la mini-série américaine en deux épisodes The First Olympics: Athens 1896, réalisée par Alvin Rakoff en 1984.
À Thessalonique, l'actuelle rue Alexandros-Svolos a porté le nom de « rue du Prince-Nicolas » de 1912 à 1924, puis de 1936 à 1974.

## Arbres généalogiques

### Quartiers de Nicolas
|  |                                                                     |  |  |  |  |  |  |  |  |  |  |  |  |  |  |  |
|  | 16. Frédéric-Charles-Louis de Schleswig-Holstein-Sonderbourg-Beck   |  |  |  |  |  |  |  |  |  |  |  |  |  |  |  |
|  |                                                                     |  |  |  |  |  |  |  |  |  |  |  |  |  |  |  |
|  |                                                                     |  |  |  |  |  |  |  |  |  |  |  |  |  |  |  |
|  | 8. Frédéric-Guillaume de Schleswig-Holstein-Sonderbourg-Glücksbourg |  |  |  |  |  |  |  |  |  |  |  |  |  |  |  |
|  |                                                                     |  |  |  |  |  |  |  |  |  |  |  |  |  |  |  |
|  |                                                                     |  |  |  |  |  |  |  |  |  |  |  |  |  |  |  |
|  | 17. Frédérique de Schlieben                                         |  |  |  |  |  |  |  |  |  |  |  |  |  |  |  |
|  |                                                                     |  |  |  |  |  |  |  |  |  |  |  |  |  |  |  |
|  |                                                                     |  |  |  |  |  |  |  |  |  |  |  |  |  |  |  |
|  | 4. Christian IX de Danemark                                         |  |  |  |  |  |  |  |  |  |  |  |  |  |  |  |
|  |                                                                     |  |  |  |  |  |  |  |  |  |  |  |  |  |  |  |
|  |                                                                     |  |  |  |  |  |  |  |  |  |  |  |  |  |  |  |
|  | 18. Charles de Hesse-Cassel                                         |  |  |  |  |  |  |  |  |  |  |  |  |  |  |  |
|  |                                                                     |  |  |  |  |  |  |  |  |  |  |  |  |  |  |  |
|  |                                                                     |  |  |  |  |  |  |  |  |  |  |  |  |  |  |  |
|  | 9. Louise-Caroline de Hesse-Cassel                                  |  |  |  |  |  |  |  |  |  |  |  |  |  |  |  |
|  |                                                                     |  |  |  |  |  |  |  |  |  |  |  |  |  |  |  |
|  |                                                                     |  |  |  |  |  |  |  |  |  |  |  |  |  |  |  |
|  | 19. Louise de Danemark                                              |  |  |  |  |  |  |  |  |  |  |  |  |  |  |  |
|  |                                                                     |  |  |  |  |  |  |  |  |  |  |  |  |  |  |  |
|  |                                                                     |  |  |  |  |  |  |  |  |  |  |  |  |  |  |  |
|  | 2. Georges Ier de Grèce                                             |  |  |  |  |  |  |  |  |  |  |  |  |  |  |  |
|  |                                                                     |  |  |  |  |  |  |  |  |  |  |  |  |  |  |  |
|  |                                                                     |  |  |  |  |  |  |  |  |  |  |  |  |  |  |  |
|  | 20. Frédéric de Hesse-Cassel                                        |  |  |  |  |  |  |  |  |  |  |  |  |  |  |  |
|  |                                                                     |  |  |  |  |  |  |  |  |  |  |  |  |  |  |  |
|  |                                                                     |  |  |  |  |  |  |  |  |  |  |  |  |  |  |  |
|  | 10. Guillaume de Hesse-Cassel                                       |  |  |  |  |  |  |  |  |  |  |  |  |  |  |  |
|  |                                                                     |  |  |  |  |  |  |  |  |  |  |  |  |  |  |  |
|  |                                                                     |  |  |  |  |  |  |  |  |  |  |  |  |  |  |  |
|  | 21. Caroline de Nassau-Usingen                                      |  |  |  |  |  |  |  |  |  |  |  |  |  |  |  |
|  |                                                                     |  |  |  |  |  |  |  |  |  |  |  |  |  |  |  |
|  |                                                                     |  |  |  |  |  |  |  |  |  |  |  |  |  |  |  |
|  | 5. Louise de Hesse-Cassel                                           |  |  |  |  |  |  |  |  |  |  |  |  |  |  |  |
|  |                                                                     |  |  |  |  |  |  |  |  |  |  |  |  |  |  |  |
|  |                                                                     |  |  |  |  |  |  |  |  |  |  |  |  |  |  |  |
|  | 22. Frédéric de Danemark                                            |  |  |  |  |  |  |  |  |  |  |  |  |  |  |  |
|  |                                                                     |  |  |  |  |  |  |  |  |  |  |  |  |  |  |  |
|  |                                                                     |  |  |  |  |  |  |  |  |  |  |  |  |  |  |  |
|  | 11. Louise-Charlotte de Danemark                                    |  |  |  |  |  |  |  |  |  |  |  |  |  |  |  |
|  |                                                                     |  |  |  |  |  |  |  |  |  |  |  |  |  |  |  |
|  |                                                                     |  |  |  |  |  |  |  |  |  |  |  |  |  |  |  |
|  | 23. Sophie-Frédérique de Mecklembourg-Schwerin                      |  |  |  |  |  |  |  |  |  |  |  |  |  |  |  |
|  |                                                                     |  |  |  |  |  |  |  |  |  |  |  |  |  |  |  |
|  |                                                                     |  |  |  |  |  |  |  |  |  |  |  |  |  |  |  |
|  | 1. Nicolas de Grèce                                                 |  |  |  |  |  |  |  |  |  |  |  |  |  |  |  |
|  |                                                                     |  |  |  |  |  |  |  |  |  |  |  |  |  |  |  |
|  |                                                                     |  |  |  |  |  |  |  |  |  |  |  |  |  |  |  |
|  | 24. Paul Ier de Russie                                              |  |  |  |  |  |  |  |  |  |  |  |  |  |  |  |
|  |                                                                     |  |  |  |  |  |  |  |  |  |  |  |  |  |  |  |
|  |                                                                     |  |  |  |  |  |  |  |  |  |  |  |  |  |  |  |
|  | 12. Nicolas Ier de Russie                                           |  |  |  |  |  |  |  |  |  |  |  |  |  |  |  |
|  |                                                                     |  |  |  |  |  |  |  |  |  |  |  |  |  |  |  |
|  |                                                                     |  |  |  |  |  |  |  |  |  |  |  |  |  |  |  |
|  | 25. Sophie-Dorothée de Wurtemberg                                   |  |  |  |  |  |  |  |  |  |  |  |  |  |  |  |
|  |                                                                     |  |  |  |  |  |  |  |  |  |  |  |  |  |  |  |
|  |                                                                     |  |  |  |  |  |  |  |  |  |  |  |  |  |  |  |
|  | 6. Constantin Nikolaïevitch de Russie                               |  |  |  |  |  |  |  |  |  |  |  |  |  |  |  |
|  |                                                                     |  |  |  |  |  |  |  |  |  |  |  |  |  |  |  |
|  |                                                                     |  |  |  |  |  |  |  |  |  |  |  |  |  |  |  |
|  | 26. Frédéric-Guillaume III de Prusse                                |  |  |  |  |  |  |  |  |  |  |  |  |  |  |  |
|  |                                                                     |  |  |  |  |  |  |  |  |  |  |  |  |  |  |  |
|  |                                                                     |  |  |  |  |  |  |  |  |  |  |  |  |  |  |  |
|  | 13. Charlotte de Prusse                                             |  |  |  |  |  |  |  |  |  |  |  |  |  |  |  |
|  |                                                                     |  |  |  |  |  |  |  |  |  |  |  |  |  |  |  |
|  |                                                                     |  |  |  |  |  |  |  |  |  |  |  |  |  |  |  |
|  | 27. Louise de Mecklembourg-Strelitz                                 |  |  |  |  |  |  |  |  |  |  |  |  |  |  |  |
|  |                                                                     |  |  |  |  |  |  |  |  |  |  |  |  |  |  |  |
|  |                                                                     |  |  |  |  |  |  |  |  |  |  |  |  |  |  |  |
|  | 3. Olga Constantinovna de Russie                                    |  |  |  |  |  |  |  |  |  |  |  |  |  |  |  |
|  |                                                                     |  |  |  |  |  |  |  |  |  |  |  |  |  |  |  |
|  |                                                                     |  |  |  |  |  |  |  |  |  |  |  |  |  |  |  |
|  | 28. Frédéric Ier de Saxe-Hildburghausen                             |  |  |  |  |  |  |  |  |  |  |  |  |  |  |  |
|  |                                                                     |  |  |  |  |  |  |  |  |  |  |  |  |  |  |  |
|  |                                                                     |  |  |  |  |  |  |  |  |  |  |  |  |  |  |  |
|  | 14. Joseph de Saxe-Altenbourg                                       |  |  |  |  |  |  |  |  |  |  |  |  |  |  |  |
|  |                                                                     |  |  |  |  |  |  |  |  |  |  |  |  |  |  |  |
|  |                                                                     |  |  |  |  |  |  |  |  |  |  |  |  |  |  |  |
|  | 29. Charlotte de Mecklembourg-Strelitz                              |  |  |  |  |  |  |  |  |  |  |  |  |  |  |  |
|  |                                                                     |  |  |  |  |  |  |  |  |  |  |  |  |  |  |  |
|  |                                                                     |  |  |  |  |  |  |  |  |  |  |  |  |  |  |  |
|  | 7. Alexandra de Saxe-Altenbourg                                     |  |  |  |  |  |  |  |  |  |  |  |  |  |  |  |
|  |                                                                     |  |  |  |  |  |  |  |  |  |  |  |  |  |  |  |
|  |                                                                     |  |  |  |  |  |  |  |  |  |  |  |  |  |  |  |
|  | 30. Louis-Frédéric de Wurtemberg                                    |  |  |  |  |  |  |  |  |  |  |  |  |  |  |  |
|  |                                                                     |  |  |  |  |  |  |  |  |  |  |  |  |  |  |  |
|  |                                                                     |  |  |  |  |  |  |  |  |  |  |  |  |  |  |  |
|  | 15. Amélie de Wurtemberg                                            |  |  |  |  |  |  |  |  |  |  |  |  |  |  |  |
|  |                                                                     |  |  |  |  |  |  |  |  |  |  |  |  |  |  |  |
|  |                                                                     |  |  |  |  |  |  |  |  |  |  |  |  |  |  |  |
|  | 31. Henriette de Nassau-Weilbourg                                   |  |  |  |  |  |  |  |  |  |  |  |  |  |  |  |
|  |                                                                     |  |  |  |  |  |  |  |  |  |  |  |  |  |  |  |
|  |                                                                     |  |  |  |  |  |  |  |  |  |  |  |  |  |  |  |

### Nicolas et Hélène dans les royautés en guerre
|                                                               |                                                               |                                                               |                                                               |                                                               |                                                               |  |  |                                                              |                                                              |                                                              |                                                              |                                                              |                                                              |  |  |                                                        |                                                        |                                                        |                                                        |                                                        |                                                        |  |  |                                                                  |                                                                  |                                                                  |                                                                  |                                                                  |                                                                  |  |  |                                                                                       |                                                                                       |                                                                                       |                                                                                       |                                                                                       |                                                                                       |  |  |                                                                        |                                                                        |                                                                        |                                                                        |                                                                        |                                                                        |  |  |  |  |  |  |  |  |  |  |  |  |  |  |  |  |  |  |  |  |  |  |  |  |  |  |  |  |  |  |  |  |  |  |  |  |  |  |  |  |  |  |  |  |  |  |
|                                                               |                                                               |                                                               |                                                               |                                                               |                                                               |  |  |                                                              |                                                              |                                                              |                                                              |                                                              |                                                              |  |  |                                                        |                                                        |                                                        |                                                        |                                                        |                                                        |  |  |                                                                  |                                                                  |                                                                  |                                                                  |                                                                  |                                                                  |  |  |                                                                                       |                                                                                       |                                                                                       |                                                                                       |                                                                                       |                                                                                       |  |  |                                                                        |                                                                        |                                                                        |                                                                        |                                                                        |                                                                        |  |  |  |  |  |  |  |  |  |  |  |  |  |  |  |  |  |  |  |  |  |  |  |  |  |  |  |  |  |  |  |  |  |  |  |  |  |  |  |  |  |  |  |  |  |  |
|                                                               |                                                               |                                                               |                                                               |                                                               |                                                               |  |  | Christian IX, Roi de Danemark Louise, Pcesse de Hesse-Cassel | Christian IX, Roi de Danemark Louise, Pcesse de Hesse-Cassel | Christian IX, Roi de Danemark Louise, Pcesse de Hesse-Cassel | Christian IX, Roi de Danemark Louise, Pcesse de Hesse-Cassel | Christian IX, Roi de Danemark Louise, Pcesse de Hesse-Cassel | Christian IX, Roi de Danemark Louise, Pcesse de Hesse-Cassel |  |  |                                                        |                                                        |                                                        |                                                        |                                                        |                                                        |  |  | Frédéric-François II, Gd-duc de Mecklembourg-Schwerin            | Frédéric-François II, Gd-duc de Mecklembourg-Schwerin            | Frédéric-François II, Gd-duc de Mecklembourg-Schwerin            | Frédéric-François II, Gd-duc de Mecklembourg-Schwerin            | Frédéric-François II, Gd-duc de Mecklembourg-Schwerin            | Frédéric-François II, Gd-duc de Mecklembourg-Schwerin            |  |  | Augusta, Pcesse de Reuss-Köstritz                                                     | Augusta, Pcesse de Reuss-Köstritz                                                     | Augusta, Pcesse de Reuss-Köstritz                                                     | Augusta, Pcesse de Reuss-Köstritz                                                     | Augusta, Pcesse de Reuss-Köstritz                                                     | Augusta, Pcesse de Reuss-Köstritz                                                     |  |  | Henri IV, Cte de Reuss-Köstritz Louise-Caroline, Pcesse de Reuss-Greiz | Henri IV, Cte de Reuss-Köstritz Louise-Caroline, Pcesse de Reuss-Greiz | Henri IV, Cte de Reuss-Köstritz Louise-Caroline, Pcesse de Reuss-Greiz | Henri IV, Cte de Reuss-Köstritz Louise-Caroline, Pcesse de Reuss-Greiz | Henri IV, Cte de Reuss-Köstritz Louise-Caroline, Pcesse de Reuss-Greiz | Henri IV, Cte de Reuss-Köstritz Louise-Caroline, Pcesse de Reuss-Greiz |  |  |  |  |  |  |  |  |  |  |  |  |  |  |  |  |  |  |  |  |  |  |  |  |  |  |  |  |  |  |  |  |  |  |  |  |  |  |  |  |  |  |  |  |  |  |
|                                                               |                                                               |                                                               |                                                               |                                                               |                                                               |  |  | Christian IX, Roi de Danemark Louise, Pcesse de Hesse-Cassel | Christian IX, Roi de Danemark Louise, Pcesse de Hesse-Cassel | Christian IX, Roi de Danemark Louise, Pcesse de Hesse-Cassel | Christian IX, Roi de Danemark Louise, Pcesse de Hesse-Cassel | Christian IX, Roi de Danemark Louise, Pcesse de Hesse-Cassel | Christian IX, Roi de Danemark Louise, Pcesse de Hesse-Cassel |  |  |                                                        |                                                        |                                                        |                                                        |                                                        |                                                        |  |  | Frédéric-François II, Gd-duc de Mecklembourg-Schwerin            | Frédéric-François II, Gd-duc de Mecklembourg-Schwerin            | Frédéric-François II, Gd-duc de Mecklembourg-Schwerin            | Frédéric-François II, Gd-duc de Mecklembourg-Schwerin            | Frédéric-François II, Gd-duc de Mecklembourg-Schwerin            | Frédéric-François II, Gd-duc de Mecklembourg-Schwerin            |  |  | Augusta, Pcesse de Reuss-Köstritz                                                     | Augusta, Pcesse de Reuss-Köstritz                                                     | Augusta, Pcesse de Reuss-Köstritz                                                     | Augusta, Pcesse de Reuss-Köstritz                                                     | Augusta, Pcesse de Reuss-Köstritz                                                     | Augusta, Pcesse de Reuss-Köstritz                                                     |  |  | Henri IV, Cte de Reuss-Köstritz Louise-Caroline, Pcesse de Reuss-Greiz | Henri IV, Cte de Reuss-Köstritz Louise-Caroline, Pcesse de Reuss-Greiz | Henri IV, Cte de Reuss-Köstritz Louise-Caroline, Pcesse de Reuss-Greiz | Henri IV, Cte de Reuss-Köstritz Louise-Caroline, Pcesse de Reuss-Greiz | Henri IV, Cte de Reuss-Köstritz Louise-Caroline, Pcesse de Reuss-Greiz | Henri IV, Cte de Reuss-Köstritz Louise-Caroline, Pcesse de Reuss-Greiz |  |  |  |  |  |  |  |  |  |  |  |  |  |  |  |  |  |  |  |  |  |  |  |  |  |  |  |  |  |  |  |  |  |  |  |  |  |  |  |  |  |  |  |  |  |  |
|                                                               |                                                               |                                                               |                                                               |                                                               |                                                               |  |  |                                                              |                                                              |                                                              |                                                              |                                                              |                                                              |  |  |                                                        |                                                        |                                                        |                                                        |                                                        |                                                        |  |  |                                                                  |                                                                  |                                                                  |                                                                  |                                                                  |                                                                  |  |  |                                                                                       |                                                                                       |                                                                                       |                                                                                       |                                                                                       |                                                                                       |  |  |                                                                        |                                                                        |                                                                        |                                                                        |                                                                        |                                                                        |  |  |  |  |  |  |  |  |  |  |  |  |  |  |  |  |  |  |  |  |  |  |  |  |  |  |  |  |  |  |  |  |  |  |  |  |  |  |  |  |  |  |  |  |  |  |
|                                                               |                                                               |                                                               |                                                               |                                                               |                                                               |  |  |                                                              |                                                              |                                                              |                                                              |                                                              |                                                              |  |  |                                                        |                                                        |                                                        |                                                        |                                                        |                                                        |  |  |                                                                  |                                                                  |                                                                  |                                                                  |                                                                  |                                                                  |  |  |                                                                                       |                                                                                       |                                                                                       |                                                                                       |                                                                                       |                                                                                       |  |  |                                                                        |                                                                        |                                                                        |                                                                        |                                                                        |                                                                        |  |  |  |  |  |  |  |  |  |  |  |  |  |  |  |  |  |  |  |  |  |  |  |  |  |  |  |  |  |  |  |  |  |  |  |  |  |  |  |  |  |  |  |  |  |  |
| Alexandra, Pcesse de Danemark Édouard VII, Roi du Royaume-Uni | Alexandra, Pcesse de Danemark Édouard VII, Roi du Royaume-Uni | Alexandra, Pcesse de Danemark Édouard VII, Roi du Royaume-Uni | Alexandra, Pcesse de Danemark Édouard VII, Roi du Royaume-Uni | Alexandra, Pcesse de Danemark Édouard VII, Roi du Royaume-Uni | Alexandra, Pcesse de Danemark Édouard VII, Roi du Royaume-Uni |  |  | Dagmar, Pcesse de Danemark Alexandre III, Tsar de Russie     | Dagmar, Pcesse de Danemark Alexandre III, Tsar de Russie     | Dagmar, Pcesse de Danemark Alexandre III, Tsar de Russie     | Dagmar, Pcesse de Danemark Alexandre III, Tsar de Russie     | Dagmar, Pcesse de Danemark Alexandre III, Tsar de Russie     | Dagmar, Pcesse de Danemark Alexandre III, Tsar de Russie     |  |  | Georges Ier, Roi des Hellènes Olga, Gde-Dsse de Russie | Georges Ier, Roi des Hellènes Olga, Gde-Dsse de Russie | Georges Ier, Roi des Hellènes Olga, Gde-Dsse de Russie | Georges Ier, Roi des Hellènes Olga, Gde-Dsse de Russie | Georges Ier, Roi des Hellènes Olga, Gde-Dsse de Russie | Georges Ier, Roi des Hellènes Olga, Gde-Dsse de Russie |  |  | Marie, Pcesse de Meclembourg-Schwerin Vladimir, Gd-duc de Russie | Marie, Pcesse de Meclembourg-Schwerin Vladimir, Gd-duc de Russie | Marie, Pcesse de Meclembourg-Schwerin Vladimir, Gd-duc de Russie | Marie, Pcesse de Meclembourg-Schwerin Vladimir, Gd-duc de Russie | Marie, Pcesse de Meclembourg-Schwerin Vladimir, Gd-duc de Russie | Marie, Pcesse de Meclembourg-Schwerin Vladimir, Gd-duc de Russie |  |  | Frédéric-François III, Gd-duc de Mecklembourg-Schwerin Anastasia, Gde-Dsse de Russie  | Frédéric-François III, Gd-duc de Mecklembourg-Schwerin Anastasia, Gde-Dsse de Russie  | Frédéric-François III, Gd-duc de Mecklembourg-Schwerin Anastasia, Gde-Dsse de Russie  | Frédéric-François III, Gd-duc de Mecklembourg-Schwerin Anastasia, Gde-Dsse de Russie  | Frédéric-François III, Gd-duc de Mecklembourg-Schwerin Anastasia, Gde-Dsse de Russie  | Frédéric-François III, Gd-duc de Mecklembourg-Schwerin Anastasia, Gde-Dsse de Russie  |  |  | Éléonore, Pcesse de Reuss-Köstritz Ferdinand Ier, Tsar des Bulgares    | Éléonore, Pcesse de Reuss-Köstritz Ferdinand Ier, Tsar des Bulgares    | Éléonore, Pcesse de Reuss-Köstritz Ferdinand Ier, Tsar des Bulgares    | Éléonore, Pcesse de Reuss-Köstritz Ferdinand Ier, Tsar des Bulgares    | Éléonore, Pcesse de Reuss-Köstritz Ferdinand Ier, Tsar des Bulgares    | Éléonore, Pcesse de Reuss-Köstritz Ferdinand Ier, Tsar des Bulgares    |  |  |  |  |  |  |  |  |  |  |  |  |  |  |  |  |  |  |  |  |  |  |  |  |  |  |  |  |  |  |  |  |  |  |  |  |  |  |  |  |  |  |  |  |  |  |
| Alexandra, Pcesse de Danemark Édouard VII, Roi du Royaume-Uni | Alexandra, Pcesse de Danemark Édouard VII, Roi du Royaume-Uni | Alexandra, Pcesse de Danemark Édouard VII, Roi du Royaume-Uni | Alexandra, Pcesse de Danemark Édouard VII, Roi du Royaume-Uni | Alexandra, Pcesse de Danemark Édouard VII, Roi du Royaume-Uni | Alexandra, Pcesse de Danemark Édouard VII, Roi du Royaume-Uni |  |  | Dagmar, Pcesse de Danemark Alexandre III, Tsar de Russie     | Dagmar, Pcesse de Danemark Alexandre III, Tsar de Russie     | Dagmar, Pcesse de Danemark Alexandre III, Tsar de Russie     | Dagmar, Pcesse de Danemark Alexandre III, Tsar de Russie     | Dagmar, Pcesse de Danemark Alexandre III, Tsar de Russie     | Dagmar, Pcesse de Danemark Alexandre III, Tsar de Russie     |  |  | Georges Ier, Roi des Hellènes Olga, Gde-Dsse de Russie | Georges Ier, Roi des Hellènes Olga, Gde-Dsse de Russie | Georges Ier, Roi des Hellènes Olga, Gde-Dsse de Russie | Georges Ier, Roi des Hellènes Olga, Gde-Dsse de Russie | Georges Ier, Roi des Hellènes Olga, Gde-Dsse de Russie | Georges Ier, Roi des Hellènes Olga, Gde-Dsse de Russie |  |  | Marie, Pcesse de Meclembourg-Schwerin Vladimir, Gd-duc de Russie | Marie, Pcesse de Meclembourg-Schwerin Vladimir, Gd-duc de Russie | Marie, Pcesse de Meclembourg-Schwerin Vladimir, Gd-duc de Russie | Marie, Pcesse de Meclembourg-Schwerin Vladimir, Gd-duc de Russie | Marie, Pcesse de Meclembourg-Schwerin Vladimir, Gd-duc de Russie | Marie, Pcesse de Meclembourg-Schwerin Vladimir, Gd-duc de Russie |  |  | Frédéric-François III, Gd-duc de Mecklembourg-Schwerin Anastasia, Gde-Dsse de Russie  | Frédéric-François III, Gd-duc de Mecklembourg-Schwerin Anastasia, Gde-Dsse de Russie  | Frédéric-François III, Gd-duc de Mecklembourg-Schwerin Anastasia, Gde-Dsse de Russie  | Frédéric-François III, Gd-duc de Mecklembourg-Schwerin Anastasia, Gde-Dsse de Russie  | Frédéric-François III, Gd-duc de Mecklembourg-Schwerin Anastasia, Gde-Dsse de Russie  | Frédéric-François III, Gd-duc de Mecklembourg-Schwerin Anastasia, Gde-Dsse de Russie  |  |  | Éléonore, Pcesse de Reuss-Köstritz Ferdinand Ier, Tsar des Bulgares    | Éléonore, Pcesse de Reuss-Köstritz Ferdinand Ier, Tsar des Bulgares    | Éléonore, Pcesse de Reuss-Köstritz Ferdinand Ier, Tsar des Bulgares    | Éléonore, Pcesse de Reuss-Köstritz Ferdinand Ier, Tsar des Bulgares    | Éléonore, Pcesse de Reuss-Köstritz Ferdinand Ier, Tsar des Bulgares    | Éléonore, Pcesse de Reuss-Köstritz Ferdinand Ier, Tsar des Bulgares    |  |  |  |  |  |  |  |  |  |  |  |  |  |  |  |  |  |  |  |  |  |  |  |  |  |  |  |  |  |  |  |  |  |  |  |  |  |  |  |  |  |  |  |  |  |  |
| George V, Roi du Royaume-Uni Mary, Pcesse de Teck             | George V, Roi du Royaume-Uni Mary, Pcesse de Teck             | George V, Roi du Royaume-Uni Mary, Pcesse de Teck             | George V, Roi du Royaume-Uni Mary, Pcesse de Teck             | George V, Roi du Royaume-Uni Mary, Pcesse de Teck             | George V, Roi du Royaume-Uni Mary, Pcesse de Teck             |  |  | Nicolas II, Tsar de Russie Alix, Pcesse de Hesse-Darmstadt   | Nicolas II, Tsar de Russie Alix, Pcesse de Hesse-Darmstadt   | Nicolas II, Tsar de Russie Alix, Pcesse de Hesse-Darmstadt   | Nicolas II, Tsar de Russie Alix, Pcesse de Hesse-Darmstadt   | Nicolas II, Tsar de Russie Alix, Pcesse de Hesse-Darmstadt   | Nicolas II, Tsar de Russie Alix, Pcesse de Hesse-Darmstadt   |  |  | Nicolas, Pce de Grèce et de Danemark                   | Nicolas, Pce de Grèce et de Danemark                   | Nicolas, Pce de Grèce et de Danemark                   | Nicolas, Pce de Grèce et de Danemark                   | Nicolas, Pce de Grèce et de Danemark                   | Nicolas, Pce de Grèce et de Danemark                   |  |  | Hélène, Gde-Dsse de Russie                                       | Hélène, Gde-Dsse de Russie                                       | Hélène, Gde-Dsse de Russie                                       | Hélène, Gde-Dsse de Russie                                       | Hélène, Gde-Dsse de Russie                                       | Hélène, Gde-Dsse de Russie                                       |  |  | Cécile, Pcesse de Mecklembourg-Schwerin Guillaume, Kronprinz de Prusse et d'Allemagne | Cécile, Pcesse de Mecklembourg-Schwerin Guillaume, Kronprinz de Prusse et d'Allemagne | Cécile, Pcesse de Mecklembourg-Schwerin Guillaume, Kronprinz de Prusse et d'Allemagne | Cécile, Pcesse de Mecklembourg-Schwerin Guillaume, Kronprinz de Prusse et d'Allemagne | Cécile, Pcesse de Mecklembourg-Schwerin Guillaume, Kronprinz de Prusse et d'Allemagne | Cécile, Pcesse de Mecklembourg-Schwerin Guillaume, Kronprinz de Prusse et d'Allemagne |  |  |                                                                        |                                                                        |                                                                        |                                                                        |                                                                        |                                                                        |  |  |  |  |  |  |  |  |  |  |  |  |  |  |  |  |  |  |  |  |  |  |  |  |  |  |  |  |  |  |  |  |  |  |  |  |  |  |  |  |  |  |  |  |  |  |
| George V, Roi du Royaume-Uni Mary, Pcesse de Teck             | George V, Roi du Royaume-Uni Mary, Pcesse de Teck             | George V, Roi du Royaume-Uni Mary, Pcesse de Teck             | George V, Roi du Royaume-Uni Mary, Pcesse de Teck             | George V, Roi du Royaume-Uni Mary, Pcesse de Teck             | George V, Roi du Royaume-Uni Mary, Pcesse de Teck             |  |  | Nicolas II, Tsar de Russie Alix, Pcesse de Hesse-Darmstadt   | Nicolas II, Tsar de Russie Alix, Pcesse de Hesse-Darmstadt   | Nicolas II, Tsar de Russie Alix, Pcesse de Hesse-Darmstadt   | Nicolas II, Tsar de Russie Alix, Pcesse de Hesse-Darmstadt   | Nicolas II, Tsar de Russie Alix, Pcesse de Hesse-Darmstadt   | Nicolas II, Tsar de Russie Alix, Pcesse de Hesse-Darmstadt   |  |  | Nicolas, Pce de Grèce et de Danemark                   | Nicolas, Pce de Grèce et de Danemark                   | Nicolas, Pce de Grèce et de Danemark                   | Nicolas, Pce de Grèce et de Danemark                   | Nicolas, Pce de Grèce et de Danemark                   | Nicolas, Pce de Grèce et de Danemark                   |  |  | Hélène, Gde-Dsse de Russie                                       | Hélène, Gde-Dsse de Russie                                       | Hélène, Gde-Dsse de Russie                                       | Hélène, Gde-Dsse de Russie                                       | Hélène, Gde-Dsse de Russie                                       | Hélène, Gde-Dsse de Russie                                       |  |  | Cécile, Pcesse de Mecklembourg-Schwerin Guillaume, Kronprinz de Prusse et d'Allemagne | Cécile, Pcesse de Mecklembourg-Schwerin Guillaume, Kronprinz de Prusse et d'Allemagne | Cécile, Pcesse de Mecklembourg-Schwerin Guillaume, Kronprinz de Prusse et d'Allemagne | Cécile, Pcesse de Mecklembourg-Schwerin Guillaume, Kronprinz de Prusse et d'Allemagne | Cécile, Pcesse de Mecklembourg-Schwerin Guillaume, Kronprinz de Prusse et d'Allemagne | Cécile, Pcesse de Mecklembourg-Schwerin Guillaume, Kronprinz de Prusse et d'Allemagne |  |  |                                                                        |                                                                        |                                                                        |                                                                        |                                                                        |                                                                        |  |  |  |  |  |  |  |  |  |  |  |  |  |  |  |  |  |  |  |  |  |  |  |  |  |  |  |  |  |  |  |  |  |  |  |  |  |  |  |  |  |  |  |  |  |  |
|                                                               |                                                               |                                                               |                                                               |                                                               |                                                               |  |  |                                                              |                                                              |                                                              |                                                              |                                                              |                                                              |  |  |                                                        |                                                        |                                                        |                                                        |                                                        |                                                        |  |  |                                                                  |                                                                  |                                                                  |                                                                  |                                                                  |                                                                  |  |  |                                                                                       |                                                                                       |                                                                                       |                                                                                       |                                                                                       |                                                                                       |  |  |                                                                        |                                                                        |                                                                        |                                                                        |                                                                        |                                                                        |  |  |  |  |  |  |  |  |  |  |  |  |  |  |  |  |  |  |  |  |  |  |  |  |  |  |  |  |  |  |  |  |  |  |  |  |  |  |  |  |  |  |  |  |  |  |

### Publications du prince Nicolas

#### Mémoires
- (en) HRH Prince Nicholas of Greece, My Fifty Years, Londres, Hutchinson & Company, 1926 (lire en ligne).
- (en) HRH Prince Nicholas of Greece, Political Memoirs : 1914-1917 - Pages from My Diary, Londres, Hutchinson & Company, 1928 (lire en ligne).

#### Pièces de théâtre
- (el) Markos Maris, Ἡ ἀθῶα ἁμαρτωλή - Τό σπίτι τῆς καρδιᾶς, Athènes, Τυπ. Καργαδούρη,‎ 1915 (lire en ligne).
- (el) Markos Maris, Τό θάρρος τῆς ἄγνοιας : Κωμωδία μονόπρακτος, Athènes, Σιδέρης,‎ 1915.

### Sur Nicolas et la famille royale de Grèce
- (en) Arturo E. Beéche, Michael of Greece et Helen Hemis-Markesinis, The Royal Hellenic dynasty, Eurohistory, 2007 (ISBN 0977196151).
- (en) Arturo E. Beéche, HRH Princess Elizabeth of Yugoslavia et HRH Prince Alexander of Yugoslavia, Dear Ellen... : Royal Europe Through the Photo Albums of Grand Duchess Helen Vladimirovna of Russia, Eurohistory, 2012 (ISBN 098546030X).
- (fr) Celia Bertin, Marie Bonaparte, Paris, Perrin, 1982 (ISBN 226201602X).
- (en) Julia Gelardi, Born to Rule : Granddaughters of Victoria, Queens of Europe, Headline Review, 2006 (ISBN 0755313925).
- (en) Alan Palmer et Michael of Greece, The Royal House of Greece, Weidenfeld Nicolson Illustrated, 1990 (ISBN 0297830600).
- (es) Ricardo Mateos Sáinz de Medrano, La Familia de la Reina Sofía : La Dinastía griega, la Casa de Hannover y los reales primos de Europa, Madrid, La Esfera de los Libros, 2004 (ISBN 84-9734-195-3).
- (en) John Van der Kiste, Kings of the Hellenes : The Greek Kings, 1863-1974, Sutton Publishing, 1994 (ISBN 0750921471).
- (en) Hugo Vickers, Alice : Princess Andrew of Greece, Londres, Hamish Hamilton, 2000 (ISBN 0-241-13686-5).

### Sur Nicolas et les autres familles royales
- (en) Theo Aronson, A Family of Kings : The Descendants of Christian IX of Denmark, Londres, Cassell Edition, 1976 (ISBN 0304296031).
- (en) Neil Balfour et Sally Mackay, Paul of Yugoslavia : Britain's maligned friend, Londres, H. Hamilton, 1980 (ISBN 0241103924 et 978-0-2411-0392-0).
- (fr) Cyrille Boulay, La France des Romanov, Perrin, 2010 (ISBN 2262033544).
- (fr) Michel Huberty, Alain Giraud et F. et B. Magdelaine, L’Allemagne dynastique, t. VII : Oldenbourg  Familles alliées H-L, Le Perreux, chez l’un des auteurs, Alain Giraud, 1991, 767 p., 28 cm (ISBN 2-901138-07-1), notice « Oldenbourg XXV 23 », p. 287.
- (en) Christopher Warwick, George and Marina : Duke and Duchess of Kent, Londres, Albert Bridge Books, 2016 (ISBN 1909771155).

### Histoire de la Grèce
- (en) Richard Clogg, A Short History of Modern Greece, Cambridge, Cambridge UP, 1979 (ISBN 0521295173).
- (fr) Édouard Driault et Michel Lhéritier, Histoire diplomatique de la Grèce de 1821 à nos jours : La Grèce et la Grande Guerre - De la Révolution turque au traité de Lausanne (1908-1923), t. V, PUF, 1926 (lire en ligne).
- (en) Michael Llewellyn Smith, Olympics in Athens : 1896, Londres, Profile Books, 2004 (ISBN 1-8619-7342-X).
- (fr) Apostolos Vacalopoulos, Histoire de la Grèce moderne, Horvath, 1975 (ISBN 2-7171-0057-1).